# Satureja thymbra
Santoreggia sarda (Satureja thymbra L. ) è una pianta appartenente alla famiglia delle Lamiaceae e appartenente al genere Satureja.

## Etimologia
La parola deriva da "saturo", "sazio" dal latino, perché aiuterebbe la digestione.

## Descrizione
Piccolo arbusto dal profumo intenso per la presenza di ghiandole odorose in tutte le parti della pianta. Le foglie sono opposte, visibilmente pelose e presentano una nervatura centrale ben evidente. Il fiore è di colore roseo-violaceo, glabro, riunito in verticillastri dalla forma caratteristica per la presenza di numerose bratee e bratteole.

## Biologia
Fiorisce da aprile sino a tutto maggio, mentre le nuove gemme si schiudono alle prime piogge autunnali.

## Distribuzione e habitat
È diffusa soprattutto in Medio Oriente ed in Turchia oltre che in Libia ed in Grecia. L'unico sito in cui è presente in Italia è in Sardegna.

## Tassonomia
Non sono note sottospecie o varietà.

## Usi
Come altre santoregge può essere usata per aromatizzare il pesce e la carne, per condire legumi, nella preparazione dei liquori o come erba medicinale e erba officinale.
Questa santoreggia è usata nella produzione di miele, è molto bottinata dalle api, ma la quantità ottenuta è bassissima per la limitata diffusione.